# Zwavel-36
Zwavel-36 of 36S is een stabiele isotoop van zwavel, een niet-metaal. Het is een van de vier op Aarde voorkomende isotopen van het element, naast zwavel-32 (stabiel), zwavel-33 (stabiel) en zwavel-34 (eveneens stabiel). Van de radio-isotoop zwavel-35 komen op Aarde sporen voor. De abundantie van zwavel-36 op Aarde bedraagt 0,02%.
Zwavel-36 ontstaat onder meer bij het radioactief verval van fosfor-36 en argon-36.
26S · 27S · 28S · 29S · 30S · 31S · 32S · 33S · 34S · 35S · 36S · 37S · 38S · 39S · 40S · 41S · 42S · 43S · 43mS · 44S · 45S · 46S · 47S · 48S · 49S